# Head Above Water Tour
L'Head Above Water Tour è stato il sesto tour musicale della cantautrice canadese Avril Lavigne, a supporto del suo sesto album in studio Head Above Water (2019).

## Informazioni
Le date nordamericane del 2019 sono state annunciate dalla cantante il 24 giugno dello stesso anno tramite la rete sociale. Oltre a ciò, la cantante ha affermato che una parte degli incassi sarebbe stata devoluta alla Avril Lavigne Foundation per sensibilizzare e finanziare il trattamento della malattia di Lyme, di cui la cantante stessa è stata affetta per diversi anni, e altre malattie gravi. Si tratta del primo tour di Avril a cinque anni di distanza dall'ultima volta, dal The Avril Lavigne Tour (2014).

## Scaletta
Questa è la scaletta del concerto del 14 settembre 2019 a Seattle. Non è pertanto rappresentativa di tutti i concerti.
1. Head Above Water
2. My Happy Ending
3. Here's to Never Growing Up
4. What The Hell
5. Complicated
6. It Was In Me
7. Keep Holding On
8. Don't Tell Me
9. When You're Gone
10. Girlfriend
11. Dumb Blonde
12. He Wasn't
13. Sk8er Boi
14. I Fell In Love With The Devil
15. I'm With You

### Variazioni della scaletta
- Il 15 settembre 2019, durante il concerto a Portland, la cantante non ha eseguito What the Hell.
- Durante i concerti a Oakland, Los Angeles e Denver, la cantante ha eseguito una cover di Breakaway.
- Durante in concerti a Oakland e Los Angeles, la cantante ha eseguito una cover di Beverly Hills con Jagwar Twin.
- Durante il concerto a Denver, la cantante ha eseguito Warrior, ma non ha eseguito It Was in Me, Don't Tell Me e Dumb Blonde.

## Date del tour
| Data              | Città        | Stato        | Luogo                               | Artisti d'apertura | Biglietti venduti / disponibili | Incasso      |
| Nord America      | Nord America | Nord America | Nord America                        | Nord America       | Nord America                    | Nord America |
| ----------------- | ------------ | ------------ | ----------------------------------- | ------------------ | ------------------------------- | ------------ |
| 14 settembre 2019 | Seattle      | Stati Uniti  | Paramount Theatre⁣⁣⁣                   | Jagwar Twin        | 2.736 / 2.818                   | $174.508     |
| 15 settembre 2019 | Portland     | Stati Uniti  | Keller Auditorium⁣⁣⁣                   | Jagwar Twin        | N.D.                            | N.D.         |
| 17 settembre 2019 | Oakland      | Stati Uniti  | Fox Oakland Theater ⁣⁣⁣                | Jagwar Twin        | 2.646 / 2.814                   | $165.623     |
| 18 settembre 2019 | Los Angeles  | Stati Uniti  | Greek Theatre                       | Jagwar Twin        | 5.555 / 5.870                   | $276.676     |
| 21 settembre 2019 | Denver       | Stati Uniti  | Paramount Theatre                   | Jagwar Twin        | N.D.                            | N.D.         |
| 24 settembre 2019 | Minneapolis  | Stati Uniti  | State Theatre                       | Jagwar Twin        | N.D.                            | N.D.         |
| 26 settembre 2019 | Chicago      | Stati Uniti  | Chicago Theatre                     | Jagwar Twin        | 3.394 / 3.600                   | $230.295     |
| 28 settembre 2019 | Detroit      | Stati Uniti  | Fox Theatre                         | Jagwar Twin        | 4.108 / 4.108                   | $183.996     |
| 1º ottobre 2019   | New York     | Stati Uniti  | Pier 17 at South Street Seaport⁣⁣⁣     | Jagwar Twin        | 3.306 / 3.306                   | $191.916     |
| 3 ottobre 2019    | Boston       | Stati Uniti  | Orpheum Theatre⁣⁣⁣                     | Jagwar Twin        | N.D.                            | N.D.         |
| 5 ottobre 2019    | Wallingford  | Stati Uniti  | Oakdale Theatre⁣⁣⁣                     | Jagwar Twin        | N.D.                            | N.D.         |
| 6 ottobre 2019    | Toronto      | Canada       | Sony Centre for the Performing Arts⁣⁣⁣ | Jagwar Twin        | N.D.                            | N.D.         |
| 8 ottobre 2019    | Pittsburgh   | Stati Uniti  | Roxian Theatre                      | Jagwar Twin        | N.D.                            | N.D.         |
| 9 ottobre 2019    | Oxon Hill    | Stati Uniti  | MGM National Harbor                 | Jagwar Twin        | 2.392 / 2.775                   | $159.855     |
| 11 ottobre 2019   | Bensalem     | Stati Uniti  | Parx Casino and Racing              | Jagwar Twin        | N.D.                            | N.D.         |

### Cancellazioni
I concerti in Cina continentale e Taiwan sono stati cancellati a causa della pandemia di COVID-19; il concerto a Tokyo è l'unico dei tre originariamente previsti a non essere stato recuperato nel 2022 come parte del successivo Love Sux Tour.
| Data originaria | Città    | Stato    | Luogo                                      | Causa                |
| --------------- | -------- | -------- | ------------------------------------------ | -------------------- |
| 23 aprile 2020  | Shenzhen | Cina     | Shenzhen Bay Sports Center Arena           | Pandemia di COVID-19 |
| 25 aprile 2020  | Foshan   | Cina     | GBA International Sports & Cultural Center | Pandemia di COVID-19 |
| 27 aprile 2020  | Shanghai | Cina     | Mercedes-Benz Arena                        | Pandemia di COVID-19 |
| 29 aprile 2020  | Nanchino | Cina     | Arena of Nanjing Olympics Sports Center    | Pandemia di COVID-19 |
| 8 maggio 2020   | Tokyo    | Giappone | Tokyo Garden Theatre                       | Pandemia di COVID-19 |
| 22 maggio 2020  | Taipei   | Taiwan   | Taipei Nangang Exhibition Center           | Pandemia di COVID-19 |